# Matos da Vila
Matos da Vila é uma localidade portuguesa situada na freguesia do Louriçal, Município de Pombal, Distrito de Leiria. 
Fica situada entre Louriçal e Cavadas, adjacente ao Louriçal da qual se destacam as almitas situadas no centro da povoação. Tem ainda uma indústria textil associada à antiga zona industrial do Louriçal. Conta com cerca de 110 habitantes humildes como a povoação que habitam.

## Significado etimológico
Matos: terreno inculto coberto de plantas agrestes. Vila: povoação superior à aldeia e inferior à cidade.